# Allendia
Allendia is een geslacht van kevers uit de familie van de loopkevers (Carabidae). De wetenschappelijke naam van het geslacht is voor het eerst geldig gepubliceerd in 1974 door Noonan.

## Soorten
Het geslacht Allendia is monotypisch en omvat slechts de volgende soort:
- Allendia chilensis (Dejean, 1829)